# Elezioni regionali in Valle d'Aosta del 1959
Le elezioni per il rinnovo del III Conseil de la Vallée / Consiglio Regionale della Valle d'Aosta si sono svolte il 17 maggio 1959.
In questa consultazione elettorale, come in quella precedente, si è votato con un sistema elettorale maggioritario, con "panachage" o voto disgiunto, che prevedeva l'assegnazione di 25 seggi alla lista vincente e 10 alla seconda.
L'affluenza si è attestata al 91,1% degli aventi diritto.

## Risultati
| Partiti                                                             | voti   | voti (%) | seggi |
| ------------------------------------------------------------------- | ------ | -------- | ----- |
| "Leone rampante" (PCI - PSI - UV - indipendenti)                    | 30.214 | 51,43%   | 25    |
| Concentrazione Partiti Democratici (DC - PLI - PSDI - indipendenti) | 28.539 | 48,57%   | 10    |
| Totale                                                              | 58.753 | 100,00   | 35    |
|                                                                     |        |          |       |

Fonti: Ministero dell'Interno, ISTAT, Istituto Cattaneo, Consiglio Regionale della Valle d'Aosta
Per queste elezioni, svoltesi con il sistema del voto limitato e "panachage", il dato dei voti validi corrisponde ai "voti in testa teorici". Questo dato, desunto dagli archivi dell'Istituto Cattaneo, differisce leggermente da quello riportato nel sito del Consiglio Regionale della Valle d'Aosta.